# La Suspicion
La Suspicion est un film muet français réalisé par Louis Feuillade et sorti en 1911.

## Fiche technique
- Réalisation et scénario : Louis Feuillade
- Société de production : Société des Établissements L. Gaumont
- Pays : France
- Format : Muet - Noir et blanc
- Durée : inconnue
- Date de sortie : 
  - France : 1911

## Distribution
- Louise Lagrange
- Renée Carl
- René Navarre
- Marthe Vinot
- Jean Aymé